# Francisco Assis
Francisco José Pereira de Assis Miranda (Amarante, 8 de janeiro de 1965) é um Professor  Universitário e Político português. Atualmente, desempenha as funções de deputado à Assembleia da República. Após um acordo entre o Partido Social Democrata e o Partido Socialista, realizados os 2 anos de Presidência da Assembleia da República por parte de José Pedro Aguiar-Branco, Francisco Assis assumirá nos dois anos finais da XVI Legislatura a o cargo de Presidente da Assembleia da República.

## Biografia
Estudou no Colégio de S. Gonçalo, em Amarante e licenciou-se em Filosofia, pela Faculdade de Letras da Universidade do Porto. É Professor Convidado da Universidade Lusíada.
Aderiu ao Partido Socialista em 1985 e foi eleito Presidente da Câmara Municipal de Amarante em 1989, cargo que exerceu até 1995. Nesse mesmo ano foi eleito deputado à Assembleia da República para o mandato 1995-1999. Foi, pela primeira vez, presidente do Grupo Parlamentar do PS, entre 1997 e 2002. Em 2004 deixou a Assembleia da República para ocupar o cargo de deputado ao Parlamento Europeu, onde permaneceu até 2009.
Pelo meio foi eleito presidente da Federação Distrital do PS do Porto e candidato à Câmara Municipal do Porto contra Rui Rio, nas eleições autárquicas de 2005.
Em Julho de 2009 foi apresentando como cabeça-de-lista do Partido Socialista pelo Círculo da Guarda às eleições legislativas de 27 de Setembro, vindo a ser eleito para o mandato de 2009-2013. Foi, pela segunda vez, líder parlamentar do PS, entre 2009 e 2011. Em 2011 foi candidato a Secretário-Geral do Partido Socialista, defrontando António José Seguro.
Em 2014, foi escolhido como cabeça-de-lista do Partido Socialista ao Parlamento Europeu, tendo vencido as eleições europeias contra a coligação PSD/CDS-PP liderada por Paulo Rangel. Durante o mandato de Deputado Europeu destacou-se na sua acção como Presidente da Delegação do Parlamento Europeu para as relações com o Mercosul e Coordenador do S&D na Delegação à Assembleia Parlamentar Euro-Latino-Americana.
Foi comentador político na SIC Notícias e no programa Prova dos Nove da TVI24 e atualmente é colunista do jornal Público e comentador na Rádio Renascença.
É presidente do Conselho Económico e Social desde 2020.

## Condecorações
A 21 de Maio de 1999 foi feito Grande-Oficial da Ordem de Rio Branco do Brasil.